# Marruecos en los Juegos Olímpicos de Atlanta 1996
Marruecos estuvo representado en los Juegos Olímpicos de Atlanta 1996 por un total de 34 deportistas, 32 hombres y 2 mujeres, que compitieron en 7 deportes.
El portador de la bandera en la ceremonia de apertura fue el atleta Jalid Skah.

## Medallistas
El equipo olímpico marroquí obtuvo las siguientes medallas:
| Nombre       | Deporte   | Competición |
| ------------ | --------- | ----------- |
| Oro          |           |             |
| —            |           |             |
| Plata        |           |             |
| —            |           |             |
| Bronce       |           |             |
| Jalid Bulami | Atletismo | 5000 m M    |
| Salah Hisu   | Atletismo | 10 000 m M  |